# Жозеф Майстер
Жозеф Майстер е жител на Елзас, Франция, първият излекуван от бяс човек.
През 1885 г. когато Жозеф бил на 9-годишна възраст го ухапва болно от бяс куче. При прегледът на момчето местния лекар съветва майка му да се обърне към вече добилия известност Луи Пастьор. Тя го завежда в Париж тъкмо когато Пастьор завършва успешните си опити в лечението на беса, ваксинирайки кучета с отслабен щам на вируса. Проблемът възниква в това, че Пастьор няма лекарски права и лечението на детето ще се окаже незаконно. Напълно ясно било, че без лечение то скоро ще умре от бяс. Поради това Пастьор решава да приложи 10-часово инжектиране на силни ваксинални дози, като в резултат на това Жозеф така и не заболява от бяс. Успешният опит върху детето дава силен тласък в лечението на болестта и превенцията му.
Преживелият Майстер впоследствие посвещава остатъка на своя живот на Пастьор. Той работи в основания Институт „Пастьор“ и буквално умира за него. По време на Втората световна война той предпочита да се самоубие с останал от Първата световна война револвер вместо да позволи на нацистите да проникнат в гробницата на Пастьор.